# 仙名彩世
仙名 彩世（せんな あやせ、1988年12月3日 - ）は、日本のミュージカル女優、歌手。元宝塚歌劇団花組トップ娘役。
宮城県名取市、宮城第二女子高等学校出身。身長162cm。血液型A型。愛称は「ゆき」。
所属事務所はキューブ。

## 来歴
2006年、宝塚音楽学校入学。
2008年、音楽学校卒業後、宝塚歌劇団に94期生として首席入団。月組公演「ME AND MY GIRL」で初舞台。その後、花組に配属。
新人公演時代はヒロインに抜擢されることは無かったが、悪役など個性的な役柄を演じ、三拍子揃った実力派として舞台を支える。
2013年の「フォーエバー・ガーシュイン」でバウホール公演初ヒロイン。
2015年の「風の次郎吉」（ドラマシティ・日本青年館公演）で、専科・北翔海莉の相手役を桜咲彩花と務め、東上公演ダブルヒロイン。
2016年の「For the people」（ドラマシティ・KAAT神奈川芸術劇場公演）で、専科理事・轟悠の相手役を務め、東上公演単独初ヒロイン。続く初舞台作品の再演となる「ME AND MY GIRL」では、歴代ベテラン娘役が演じてきたマリア公爵夫人役を、若くして役替わりで演じる。
2017年2月6日付で花組トップ娘役に就任。明日海りおの3人目の相手役として、同年の全国ツアー「仮面のロマネスク／EXCITER!!2017」でトップコンビお披露目。新人公演のヒロイン経験が無い娘役がトップに就任するのは、元雪組トップ娘役・神奈美帆以来32年ぶりのこととなり、入団9年目でのトップ就任も、娘役としては異例の遅咲きとなった。
2019年4月28日、「CASANOVA」東京公演千秋楽をもって、宝塚歌劇団を退団。
退団後はキューブ所属となり、舞台を中心に活動を続けている。
2024年8月8日、俳優の海宝直人と結婚したことを発表。
2025年8月11日、第1子誕生を発表。

## 人物
子供の頃からバレエを習い、学生時代は「怪我をしたら困る」と運動部には入らなかった。
高校は地元仙台市でも有数の進学校へ進学。新体操部の友人に影響され、歌にも興味を持ち、自分探しを始めた頃、母から音楽学校受験を勧められる。調べてみると、三味線もタップダンスも授業にあり、ここならやりたいことが見つけられるかもと思い、受験2ヶ月程前に受験を決意。1回の受験で合格を果たした。

## 宝塚歌劇団時代の主な舞台

### 初舞台
- 2008年3 - 5月、月組『ME AND MY GIRL』（宝塚大劇場のみ）

### 花組時代
- 2008年7 - 8月、『愛と死のアラビア』『Red Hot Sea』（東京宝塚劇場のみ）
- 2009年1 - 3月、『太王四神記』
- 2009年9 - 11月、『外伝 ベルサイユのばら-アンドレ編-』 - 新人公演：酒場の女『EXCITER!!』
- 2010年1月、『BUND／NEON 上海』（バウホール） - 参木競子
- 2010年3 - 5月、『虞美人』 - 新人公演：若華（本役：天咲千華）
- 2010年7 - 10月、『麗しのサブリナ』 - 新人公演：マリー（本役：瞳ゆゆ）『EXCITER!!』
- 2010年11 - 12月、『メランコリック・ジゴロ』 - イレーネ『ラブ・シンフォニー』（全国ツアー）
- 2011年2 - 4月、『愛のプレリュード』 - 新人公演：ケイト・キッシーナ（本役：芽吹幸奈）『Le Paradis（ル パラディ）!!』
- 2011年6 - 9月、『ファントム』 - メグ、新人公演：カルロッタ（本役：桜一花）[3]
- 2011年10 - 11月、『カナリア』（ドラマシティ・日本青年館） - ヴィノッシュ／サリー
- 2012年1 - 3月、『復活-恋が終わり、愛が残った-』 - 新人公演：アニエス（本役：月野姫花）『カノン』
- 2012年4 - 5月、『長い春の果てに』 - シモーヌ『カノン』（全国ツアー）
- 2012年7 - 10月、『サン＝テグジュペリ』 - デージィー、新人公演：ノエル（本役：華耀きらり）『CONGA!!』
- 2012年11月、『Victorian Jazz（ヴィクトリアン ジャズ）』（バウホール） - アリス・ケッペル
- 2012年12月、専科『おかしな二人』（日本青年館） - セシリー
- 2013年2 - 5月、『オーシャンズ11』 - エメラルド（3ジュエルズ）、新人公演：クィーン・ダイアナ（本役：桜一花）[3]
- 2013年6月、『フォーエバー・ガーシュイン』（バウホール） - ケイ・スウィフト バウ初ヒロイン[7][6][8][3]
- 2013年8 - 11月、『愛と革命の詩（うた）-アンドレア・シェニエ-』 - ルル、新人公演：ベルシ（本役：桜一花）『Mr. Swing!』
- 2013年12月、『New Wave!-花-』（バウホール）
- 2014年2 - 5月、『ラスト・タイクーン -ハリウッドの帝王、不滅の愛-』 - エドナ・スミス、新人公演：ヴィヴィアン・コルベール（本役：華耀きらり）『TAKARAZUKA ∞ 夢眩』 初エトワール[6]
- 2014年6月、『ベルサイユのばら-フェルゼンとマリー・アントワネット編-』（中日劇場） - モーロウ夫人／シルビア／市民／花祭りの歌手 エトワール
- 2014年8 - 11月、『エリザベート-愛と死の輪舞（ロンド）-』 - ヴィンディッシュ嬢、新人公演：皇太后ゾフィー（本役：桜一花）[3]
- 2015年1月、『風の次郎吉-大江戸夜飛翔-』（ドラマシティ・日本青年館） - 手妻の幸 東上Wヒロイン[9][10]
- 2015年3 - 6月、『カリスタの海に抱かれて』 - イザベラ・ブリエンヌ『宝塚幻想曲（タカラヅカ ファンタジア）』
- 2015年7 - 8月、『ベルサイユのばら-フェルゼンとマリー・アントワネット編-』 - オルタンス『宝塚幻想曲（タカラヅカ ファンタジア）』（梅田芸術劇場・台北国家戯劇院）
- 2015年10 - 12月、『新源氏物語』 - 朧月夜『Melodia-熱く美しき旋律-』 エトワール[注釈 2]
- 2016年2 - 3月、『For the people-リンカーン 自由を求めた男-』（ドラマシティ・KAAT神奈川芸術劇場） - メアリー・トッド 東上ヒロイン[9][3]
- 2016年4 - 7月、『ME AND MY GIRL』 - ディス夫人[注釈 3]／ディーン・マリア公爵夫人[注釈 3]
- 2016年9月、『仮面のロマネスク』 - マリアンヌ・トゥールベル夫人『Melodia-熱く美しき旋律-』（全国ツアー） エトワール
- 2016年11 - 2017年2月、『雪華抄（せっかしょう）』『金色（こんじき）の砂漠』 - 王妃アムダリヤ

### 花組トップ娘役時代
- 2017年3 - 4月、『仮面のロマネスク』 - フランソワーズ・メルトゥイユ侯爵夫人『EXCITER!!2017』（全国ツアー） トップお披露目公演[9][8][1]
- 2017年6 - 8月、『邪馬台国の風』 - マナ『Santé!!』 大劇場トップお披露目公演[11][3][1]
- 2017年10月、『ハンナのお花屋さん-Hanna's Florist-』（TBS赤坂ACTシアター） - ミア・ペルコヴィッチ[1]
- 2018年1 - 3月、『ポーの一族』 - シーラ・ポーツネル男爵夫人[5][3][1]
- 2018年5月、『あかねさす紫の花』 - 額田女王『Sante!!』（博多座）[3][1]
- 2018年7 - 10月、『MESSIAH（メサイア）-異聞・天草四郎-』 - 流雨『BEAUTIFUL GARDEN-百花繚乱-』[3][1]
- 2018年11 - 12月、『Delight Holiday』（舞浜アンフィシアター）[1]
- 2019年2 - 4月、『CASANOVA』 - ベアトリーチェ 退団公演[12][6]

### 出演イベント
- 2009年7月、『宝塚巴里祭2009』[15]
- 2010年1月、第3回『マグノリア・コンサート・ドゥ・タカラヅカ』
- 2011年11月、第51回『宝塚舞踊会』
- 2014年7月、『宝塚巴里祭2014』[16]
- 2014年12月、タカラヅカスペシャル2014『Thank you for 100 years』
- 2016年4月、『ME AND MY GIRL』前夜祭
- 2016年12月、タカラヅカスペシャル2016『Music Succession to Next』
- 2017年12月、タカラヅカスペシャル2017『ジュテーム・レビュー-モン・パリ誕生90周年-』
- 2018年12月、タカラヅカスペシャル2018『Say! Hey! Show Up!!』
- 2019年3月、仙名彩世ミュージック・サロン『Sen-se』 主演[17]

## 宝塚歌劇団退団後の主な活動

### 舞台
- 2020年1 - 2月、『シャボン玉とんだ 宇宙（ソラ）までとんだ』（シアタークリエ・福岡市民会館・新歌舞伎座） - 里美[18]
- 2021年2月、『MIYA COLLECTION』（梅田芸術劇場・日本青年館）[19]
- 2021年4 - 5月、『ゴヤ-GOYA-』（日生劇場・御園座） - アルバ公爵夫人[20]
- 2021年7 - 8月、『GREAT PRETENDER』（東京建物 Brillia HALL・オリックス劇場） - ポーラ・ディキンス[21]
- 2021年8月、恋を読むinクリエ『逃げるは恥だが役に立つ』（シアタークリエ）[22]
- 2021年10月、『五番目のサリー〜The Fifth Sally〜』（よみうり大手町ホール）[23]
- 2021年12月、『20年後のあなたに会いたくて』（シアターウエスト）[24]
- 2022年3 - 4月、『夜来香ラプソディ』（シアターコクーン・ビレッジホール・サンケイホールブリーゼ・長岡市立劇場）[25]
- 2022年4月、『リスナーたちの星空』（紀伊國屋サザンシアター TAKASHIMAYA）[26]
- 2022年7 - 8月、『ミス・サイゴン』（帝国劇場） - エレン[注釈 4][27]
- 2023年3 - 4月、『ジェーン・エア』（プレイハウス・ドラマシティ）[28]
- 2023年10 - 11月、『のだめカンタービレ』（シアタークリエ・上田市交流文化芸術センター） - 三木清良[29]
- 2024年5月、『デカローグ』プログラムC（新国立劇場）[30]
- 2024年8 - 9月、『キャッチ・ミー・イフ・ユー・キャン』（東京国際フォーラム・オリックス劇場） - ブレンダ[31]

### ライブ・コンサート
- 仙名彩世SALON CONCERT [32]
  - 東京會舘（2020年11月・2021年11月・2022年12月）
  - 宝塚ホテル（2021年8月・2022年12月）
- 2023年11月、「CREATE」 Singers Live（JZ Brat SOUND OF TOKYO）[33]

### ドラマ
- 2024年3月、TBS系『不適切にもほどがある!』第8話 - ヨウコ

### ラジオドラマ
- 2022年2月、『ウブヒメ』（NHK FM）[34]
- 2024年7月、『月の立つ林で』（NHK FM）[35]

### ネット配信
- 2021年12月、『裏切りの晩餐』（SPWN・シアターコンプレックス）[36]

### 関連書籍
- 早花まこ「すみれの花、また咲く頃」（2023年3月、新潮社）[37][38]

### 広告・CM
- 2019 - 、『みやぎ絆大使』[39][40]
- 2020 - 2021年、『Le La Sa』[41]
- 2023年、永谷園『パキット』[42]

## 受賞歴
- 2017年、『宝塚歌劇団年度賞』 - 2016年度努力賞[43]
- 2018年、『阪急すみれ会パンジー賞』 - 娘役賞[44]